# حبیب حسنف
حبیب حسنف (ترکی آذربایجانی: Həbib Rəhim oğlu Həsənov; ۵ اوت ۱۹۲۲ – ۲۰۰۴ (۸۱−۸۲ سال)) دولت‌مرد آذربایجانی، وزیر جنگلداری آذربایجان شوروی (۱۹۸۱–۱۹۸۸)، دبیر اول کمیته حزب کمونیست در شهرستان تووز آذربایجان شوروی (۱۹۷۴–۱۹۸۰)، دبیر اول کمیته حزب کمونیست ارمنستان شوروی در شهرستان آماسیا (۱۹۵۶–۱۹۶۰)، معاون رئیس هیئت رئیسه شورای عالی اتحاد ارمنستان شوروی و دریافت کننده عنوان افتخاری روزنامه‌نگار افتخاری جمهوری شوروی سوسیالیستی ارمنستان (۱۹۷۱) بود.

## شرح حال
حبیب حسنف ۵ ماه اوت سال ۱۹۲۲ در روستای «آغزیبیر» آویزد «بیازید جدید» چشم به دنیا گشود. از سال ۱۹۴۱ به عنوان آموزگار و سپس مدیر یک مدرسه روستایی در حومه عزیزبگوف باکو مشغول به کار شد. از سال ۱۹۴۷ آموزش خود را در «مدرسه عالی حزب کمونیست» در مسکو ادامه داد و در سالهای متعاقب به ریاست یک بخش در کمیته حزب کمونیست در شهرستان «عزیزبیگوف» ارمنستان شوروی، دبیری دوم کمیته حزب یادشده در شهرستان اچمیادزین و دبیری اول کمیته حزب کمونیست در شهرستان آماسیا رسید.
او از سال ۱۹۶۰ نه تنها سردبیر روزنامه «ارمنستان شوروی»، بلکه معاون رئیس هیئت رئیسه شورای عالی ارمنستان شوروی بود. در سال ۱۹۷۴ به دبیری اول کمیته حزب کمونیست آذربایجان شوروی در شهرستان تووز و در سال ۱۹۸۰ نیز به ریاست کمیته دولتی جنگلداری آذربایجان شوروی منصوب گردید. بین سال‌های ۱۹۸۱ الی ۱۹۸۸ مسئولیت وزارت جنگلداری آذربایجان شوروی را عهده‌دار شد.
وی در کنار انتخاب مکرر به کمیته مرکزی حزب کمونیست ارمنستان، در انتخابات ۵ دوره شورای عالی ارمنستان شوروی و ۳ دوره شورای عالی آذربایجان شوروی رای آورده و توانسته یک کرسی را به دست بیاورد.

## جوایز
- نشان لنین[۲]
- نشان پرچم سرخ کار[۲]